# 顧可適
顾可适（1482年—？年），字與行，號蓉峰，南直隶常州府無錫縣人，明朝政治人物。

## 生平
治《書經》，行二，由縣學生中式正德二年（1507年）丁卯科應天府鄉試第十一名舉人，正德三年（1508年）聯捷戊辰科會試第四十三名，第三甲第二百七名進士。历官刑部浙江司郎中，宁王朱宸濠就擒，大狱所逮多滥，可适往按，多所平反。嘉靖二年（1523年）二月升广西布政司右参议，四年四月乞归终养。

## 家族
曾祖顾寿。祖父顾信。父顾盛章，義官。母沈氏；继母俞氏。具庆下。兄顾可学，工部主事；弟顾可立、顾可久、可大、可观、可賢、可宗。